# Tyrants of the Rising Sun - Live in Japan
Tyrants of the Rising Sun - Live in Japan è un set DVD+CD degli Arch Enemy, pubblicato in Europa il 24 novembre 2008 e in Nord America il 25 novembre 2008 dalla Century Media.

## Il disco
Il DVD contiene uno concerto filmato a Tokyo agli inizi del 2008, un filmato in strada della lunghezza di 40 minuti e tutti i video promozionali che sono stati girati per l'ultimo album in studio della band, Rise of the Tyrant.
Il DVD è disponibile nelle seguenti varianti: Deluxe edition DVD+2CD, Standard DVD, Standard 2CD, ltd EP.

## Tracce

### DVD
Tokyo Forum (8 marzo 2008)
1. Intro / Blood Is On Your Hands
2. Ravenous
3. Taking Back My Soul
4. Dead Eyes See No Future
5. Dark Insanity
6. The Day You Died
7. Christopher Solo
8. Silverwing
9. Night Falls Fast
10. Daniel Solo
11. Burning Angel
12. Michael Amott Solo (incl. "Intermezzo Liberté")
13. Dead Bury Their Dead
14. Vultures
15. Enemy Within
16. Snowbound
17. Shadows And Dust
18. Nemesis
19. We Will Rise
20. Fields Of Desolation / Outro
21. Enter the Machine (tape)

Contenuti speciali
1. The Road To Japan (Interviews / Road Movie) (circa 45 minuti)

Video promozionali
1. "Revolution Begins" (versione originale) (4:24)
2. "Revolution Begins" (versione performance della band) (4:14)
3. "I Will Live Again" (3:34)

### CD
Disco 1
1. Intro / Blood On Your Hands (5:37)
2. Ravenous (3:55)
3. Taking Back My Soul (5:16)
4. Dead Eyes See No Future (4:22)
5. Dark Insanity (3:59)
6. The Day You Died (4:55)
7. Christopher Solo (2:32)
8. Silverwing (5:26)
9. Night Falls Fast (3:37)
10. Daniel Solo (3:30)

Disco 2
1. Burning Angel (4:40)
2. Michael Amott Solo (incl. "Intermezzo Liberté") (3:24)
3. Dead Bury Their Dead (4:57)
4. Vultures (6:51)
5. Enemy Within (4:29)
6. Snowbound (2:14)
7. Shadows And Dust (5:12)
8. Nemesis (5:04)
9. We Will Rise (4:33)
10. Fields Of Desolation / Outro (3:14)
11. Enter the Machine (tape)

## Formazione
- Angela Gossow - voce
- Michael Amott - chitarra, voce di supporto
- Christopher Amott - chitarra
- Sharlee D'Angelo - basso
- Daniel Erlandsson - batteria